# 高橋俊彦
髙橋 俊彦（たかはし としひこ、1941年 - 2022年）は、日本の医学者・精神科医。専門は臨床精神病理学。名古屋大学名誉教授、愛知淑徳大学名誉教授。学位は、医学博士。

## 来歴
1941年、愛知県名古屋市に生まれる。1965年、名古屋大学医学部卒業。1970年名古屋大学大学院医学研究科博士課程満了、静岡県立病院養心荘医師。1976年、名古屋大学助手（医学部精神医学教室）を経て、1979年、名古屋大学講師（医学部附属病院精神科）1985年、静岡県立病院養心荘副院長。1988年、名古屋大学より医学博士の学位を取得。1991年、名古屋大学教授、総合保健体育科学センター、名古屋大学大学院医学研究科精神健康医学教授（併任）
1999年、名古屋大学総合保健体育科学センター保健管理室長（併任、2001年まで）、2001年、名古屋大学総合保健体育科学センター長（併任）
2004年、名古屋大学定年退官、名古屋大学名誉教授。同年、愛知淑徳大学教授、愛知淑徳大学医療福祉学部長（併任、2008年まで）。2014年、愛知淑徳大学退職、愛知淑徳大学名誉教授。もりやま総合心療病院、大曾根メンタルクリニック非常勤。

## 学会
- 全国大学保健管理協会名誉会員

## 著書

### 編著
- 『分裂病の精神病理 15』東京大学出版会、1987年1月。ISBN 9784130610957。

### 共編著
- 『改訂 大学生のための精神医学』岩崎学術出版社、2004年1月。ISBN 4753304000。
- 『精神科症例研究—笠原嘉教授退官記念論文集』星和書店、1991年3月。

### 単著
- 『妄想症例の研究』金剛出版、1995年2月。ISBN 4772404783。
- 『病的嫉妬の臨床研究』岩崎学術出版社、2006年6月。ISBN 4753306054。
- 『統合失調症とその周辺 —離人症・対人恐怖症の重症例を中心に』岩崎学術出版社、2011年2月。ISBN 9784753310173。

### 分担執筆
- 『分裂病の精神病理 8』東京大学出版会、1979年1月。
- 『分裂病の精神病理 11』東京大学出版会、1982年12月。
- 『躁うつ病の精神病理 ４』弘文堂、1981年1月。
- 『分裂病の精神病理 13』東京大学出版会、1984年1月。
- 『分裂病の精神病理 14』東京大学出版会、1985年1月。
- 『現代人の心理と病理』サイエンス社、1987年1月。
- 『異常心理学講座3巻—人間の生涯と心理』みすず書房、1987年1月。
- 『今日の神経症治療』金剛出版、1987年1月。
- 『境界例の精神病理』弘文堂、1988年1月。
- 『分裂病の精神病理と治療 1』星和書店、1988年1月。
- 『精神科プラクティス（1）—精神分裂病』星和書店、1991年1月。
- 『今日の小児治療指針』医学書院、1992年1月。
- 『青年期の病理と治療』金剛出版、1992年1月。
- 『現代人の心の健康—ライフサイクルの視点から』名古屋大学出版会、1992年1月。
- 『精神科症例集1 精神分裂病Ⅰ』中山書店、1994年1月。
- 『学生と健康』南江堂、1996年1月。
- 『臨床精神医学講座第3巻—精神分裂病Ⅰ』中山書店、1997年1月。ISBN 9784130610957。
- 『感情障害—基礎と臨床』朝倉書店、1997年1月。
- 『今日の精神科治療指針』星和書店、1997年1月。
- 『精神科ライブラリーⅨ—精神科領域の症候群』中山書店、1998年1月。
- 『アイデンティティ』日本評論社、1999年1月。
- 『今日の治療指針2000年版』医学書院、1999年1月。
- 『精神医学レビューNo39—不安の精神医学』ライフ・サイエンス、2001年1月。

## 関連人物
- 笠原嘉
- 加藤雄一
- 村上靖彦
- 成田善弘
- 小出浩之
- 鈴木國文
- 小川豊昭
- 鈴木茂